# Ström, Umeå kommun
Ström är en tätort (före 2023 småort) i södra delen av Umeå kommun. Ström ligger drygt en mil söder om Umeå, söder om tätorten Stöcke och norr om småorten Strömbäck.